# Barcelona (Venezuela)
Barcelona (originalmente llamada Nueva Barcelona del Cerro Santoo La Nueva Barcelona) es una ciudad ubicada en el noreste de Venezuela. Fundada en 1557 por el conquistador militar español de origen catalán Joan Orpí. Es la capital del Estado Anzoátegui. Barcelona cuenta con una población de 550.122 habitantes, según datos del INE, (2011) con Puerto La Cruz, Lechería y Guanta, conforma la Gran Barcelona (1.048.776 hab, 2023),el área metropolitana más grande e importante de la Región Oriental de Venezuela. La ciudad conserva una variedad de edificios que datan de la época colonial.
La zona metropolitana de la cual Barcelona es la ciudad principal es sede de importantes industrias que incluyen complejos petroquímicos, refinería de petróleo y centros industriales automotrices, como Mitsubishi y Hyundai. Cuenta con numerosas sedes de PDVSA, industrias como Coca Cola y Polar. El comercio que genera esta ciudad es de gran importancia ya que cuenta con el puerto de Guanta (uno de los más importantes del oriente de Venezuela) y es destino de una importante afluencia turística, por contar con numerosos hoteles y una vida nocturna, centros comerciales, playas y ríos.
En el año 2018 la Gran Barcelona ostentaba un PIB nominal de 14 068 millones de dólares, correspondiéndole un per cápita nominal de 16 088 dólares y un PPA per cápita de 29 230 dólares. Está comprendido por los municipios Simón Bolívar, Juan Antonio Sotillo, Municipio Diego Bautista Urbaneja y Municipio Guanta, siendo unas de las 10 ciudades más importantes  de Venezuela. Es la cuarta ciudad uela en producción económica detrás de Valencia, Maracay y Caracas, la segunda solo detrás de Caracas en ingresos per cápita, con el Municipio Diego Bautista Urbaneja  (Lechería) siendo el más rico del país y con menos porcentaje de pobreza en Venezuela y la sexta aglomeración urbana en población del país.
Entre los años 60 y 90 era el destino turístico más visitado de Venezuela, después de la Isla de Margarita; anualmente visitaban la ciudad unas 3 700 000 personas.

## Toponimia
Fundada el 12 de febrero de 1638 como Nueva Barcelona del Cerro Santo en honor a Barcelona en Cataluña, España donde estudió y vivió su fundador el catalán Joan Orpí, nacido en la cercana villa de Piera. Actualmente es conocida simplemente como Barcelona.

## Historia

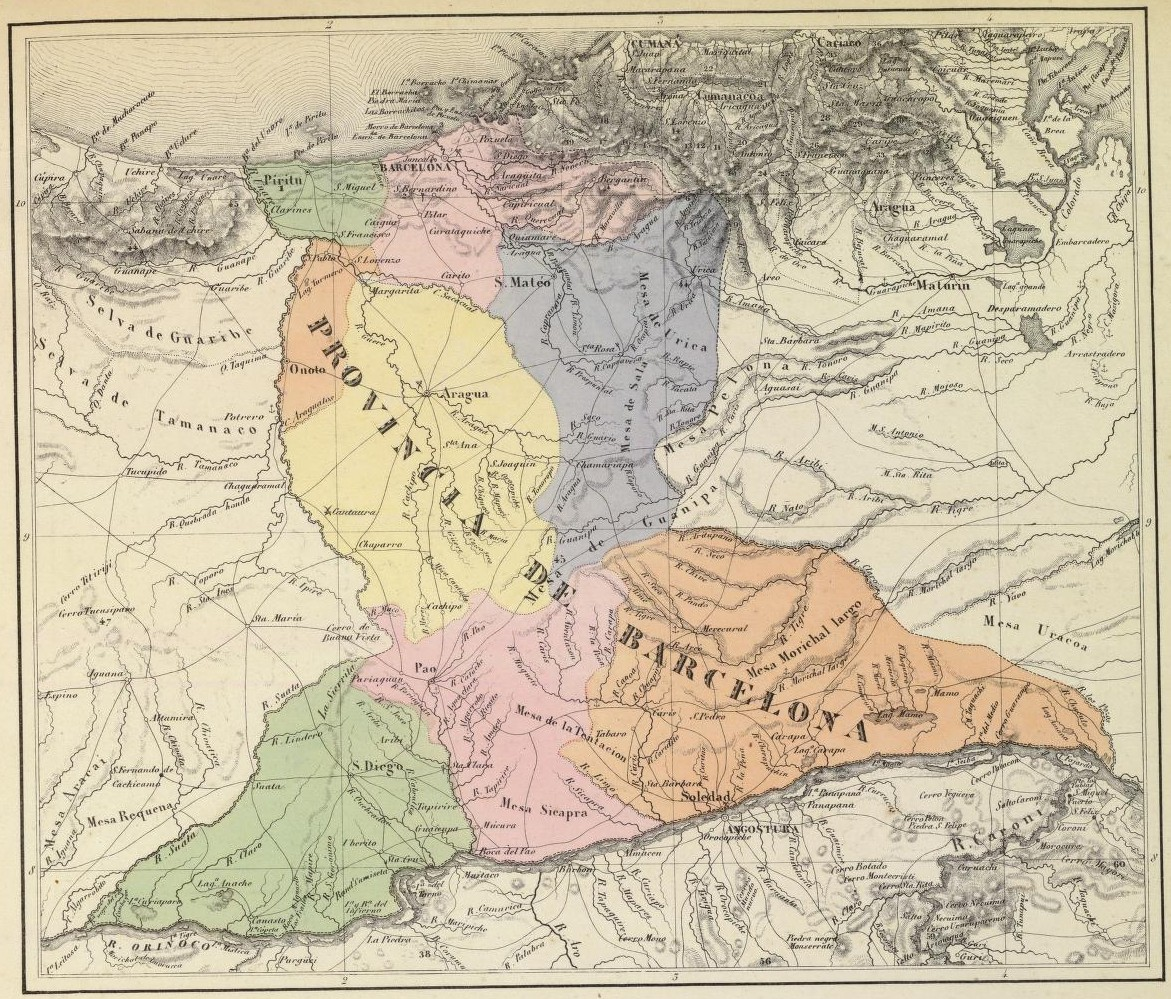
Mapa de la antigua Provincia de Barcelona, desaparecida en 1864.

La ciudad fue fundada en 1638 como Nueva Barcelona del Cerro Santo por el conquistador español de origen catalán Joan Orpí. En 1671 fue refundada por el gobernador Sancho Fernández de Angulo a dos kilómetros al sur del emplazamiento original.
Barcelona era una de las provincias bajo la autoridad de la gobernación de la Nueva Andalucía. También se le llamó provincia de Nueva Barcelona.
En 1761, la provincia limitaba al norte con la población de Pozuelos; hacia el oeste con el río Unare hasta su cabecera; por el este con la mesa de Guanipa y al sur, con el río Orinoco.

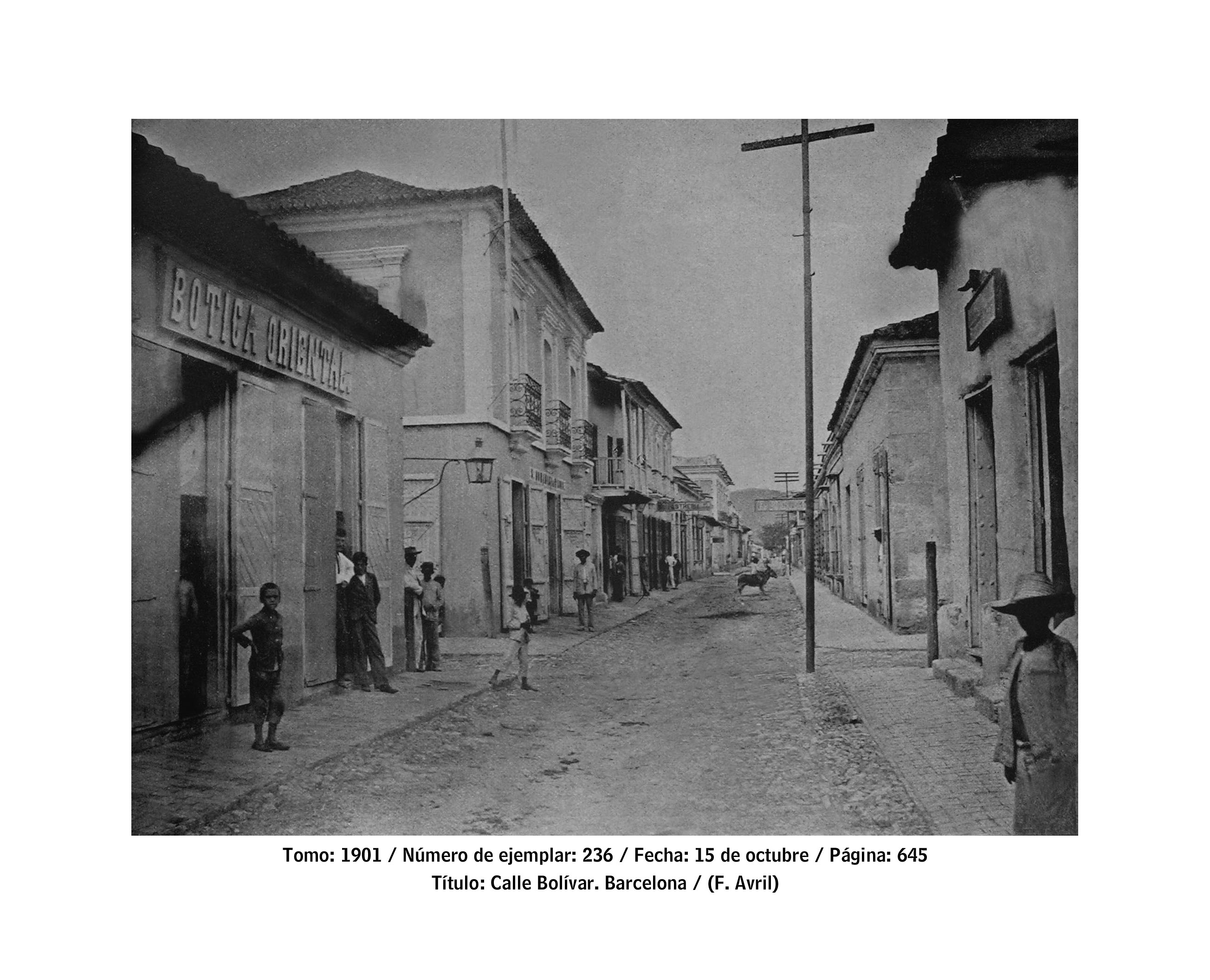
Calle Bolívar de Barcelona fotografiada por Henrique Avril en 1901.

Debido a los sucesos del 19 de abril de 1810, en la ciudad de Barcelona se reunió una junta que proclamó el 27 de abril la independencia de la provincia, la cual constituía hasta ese momento el distrito Barcelona de la provincia de Cumaná. El 11 de julio de 1810, la Junta Suprema de Caracas incluyó a Barcelona entre las provincias. Después de la caída de la Primera República, las autoridades realistas mantuvieron también la denominación de provincia de Barcelona. 
El 2 de enero de 1821 dependía de la provincia de Cumaná y junto con las de Guayana y Margarita pasó a formar parte del departamento del Orinoco con capital en Cumaná; nuevamente autónoma el 13 de enero de 1830. El 26 de junio de 1961 se dio una sublevación en contra del segundo gobierno de Rómulo Betancourt conocida como El Barcelonazo.

## Geografía

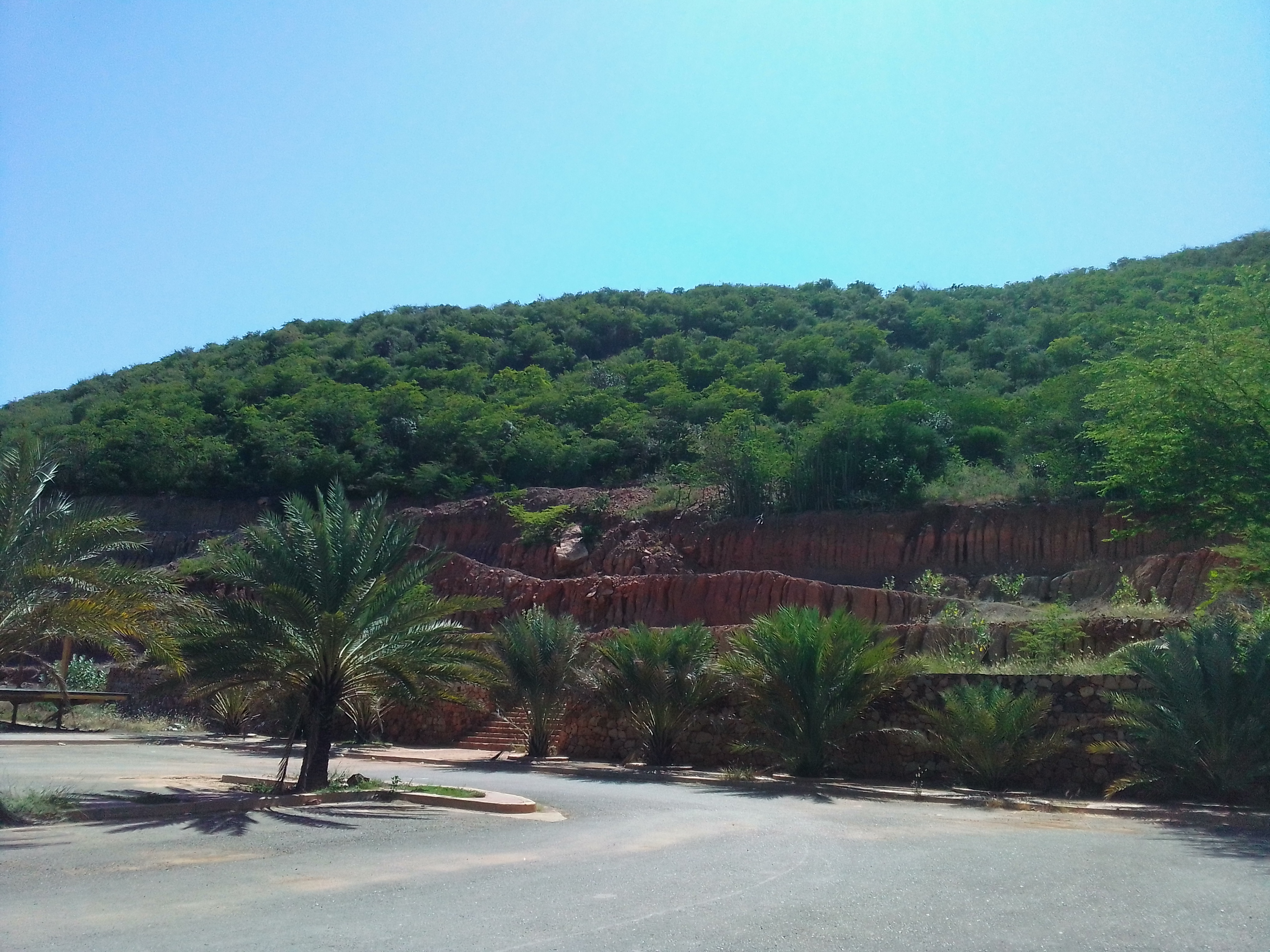
Parque Cerro Venezuela

La ciudad se encuentra en una llanura costera situada al nororiente venezolano, rodeada de montañas que forman parte de la cordillera oriental de Venezuela, es notable la presencia de varias elevaciones no mayores a 60 m s. n. m. como el Cerro Venezuela y el Cerro Tumba de Bello. Posee extensas playas, principalmente en los sectores denominados Maurica y Caicara. La primera está totalmente contaminada y la segunda fue reinaugurada en 2015
Su principal rasgo hidrográfico es el río Neverí, que atraviesa a la ciudad. En 1970 el Neverí se desbordó, llevándose a su paso edificaciones, casas y vidas humanas. En 1972, el gobernador Francisco Arreaza Arreaza hizo construir un canal de alivio, con lo que se evitó desde entonces este tipo de inconvenientes para la ciudad.
Cercano a Barcelona también se encuentra el río Aragua, el cual es conocido por ser un colector de aguas servidas, este en el año 1999 se desbordó inundando todo el populoso sector denominado El Viñedo. No hubo pérdidas humanas.
Dado que la ciudad se ubica desde 0 hasta -2 mnsm, el nivel freático es alto y por ende gran parte de la ciudad suele inundarse en fuertes lluvias. Aledaños al neverí existen gran cantidad de caños (Guamachito, La Chica) que fueron desviados al canal de alivio para evitar un colapso del río .

## Clima
| Parámetros climáticos promedio de Barcelona, Venezuela                                        | Parámetros climáticos promedio de Barcelona, Venezuela | Parámetros climáticos promedio de Barcelona, Venezuela | Parámetros climáticos promedio de Barcelona, Venezuela | Parámetros climáticos promedio de Barcelona, Venezuela | Parámetros climáticos promedio de Barcelona, Venezuela | Parámetros climáticos promedio de Barcelona, Venezuela | Parámetros climáticos promedio de Barcelona, Venezuela | Parámetros climáticos promedio de Barcelona, Venezuela | Parámetros climáticos promedio de Barcelona, Venezuela | Parámetros climáticos promedio de Barcelona, Venezuela | Parámetros climáticos promedio de Barcelona, Venezuela | Parámetros climáticos promedio de Barcelona, Venezuela | Parámetros climáticos promedio de Barcelona, Venezuela |
| Mes                                                                                           | Ene.                                                   | Feb.                                                   | Mar.                                                   | Abr.                                                   | May.                                                   | Jun.                                                   | Jul.                                                   | Ago.                                                   | Sep.                                                   | Oct.                                                   | Nov.                                                   | Dic.                                                   | Anual                                                  |
| --------------------------------------------------------------------------------------------- | ------------------------------------------------------ | ------------------------------------------------------ | ------------------------------------------------------ | ------------------------------------------------------ | ------------------------------------------------------ | ------------------------------------------------------ | ------------------------------------------------------ | ------------------------------------------------------ | ------------------------------------------------------ | ------------------------------------------------------ | ------------------------------------------------------ | ------------------------------------------------------ | ------------------------------------------------------ |
| Temp. máx. abs. (°C)                                                                          | 34.0                                                   | 34.0                                                   | 38.0                                                   | 40.0                                                   | 40.3                                                   | 39.0                                                   | 39.0                                                   | 39.0                                                   | 40.0                                                   | 40.0                                                   | 38.0                                                   | 35.0                                                   | 40.3                                                   |
| Temp. máx. media (°C)                                                                         | 31.0                                                   | 31.0                                                   | 32.0                                                   | 33.0                                                   | 33.0                                                   | 32.0                                                   | 32.0                                                   | 32.0                                                   | 33.0                                                   | 33.0                                                   | 32.0                                                   | 31.0                                                   | 32.0                                                   |
| Temp. media (°C)                                                                              | 26.0                                                   | 26.0                                                   | 27.0                                                   | 28.5                                                   | 28.5                                                   | 28.0                                                   | 28.0                                                   | 28.0                                                   | 28.5                                                   | 28.5                                                   | 27.5                                                   | 26.5                                                   | 26.5                                                   |
| Temp. mín. media (°C)                                                                         | 21.0                                                   | 21.0                                                   | 22.0                                                   | 24.0                                                   | 24.0                                                   | 24.0                                                   | 23.0                                                   | 23.0                                                   | 24.0                                                   | 24.0                                                   | 23.0                                                   | 22.0                                                   | 23.0                                                   |
| Temp. mín. abs. (°C)                                                                          | 13.0                                                   | 13.0                                                   | 14.0                                                   | 16.0                                                   | 16.0                                                   | 16.0                                                   | 15.0                                                   | 15.5                                                   | 16.0                                                   | 16.0                                                   | 15.0                                                   | 14.0                                                   | 14.0                                                   |
| Lluvias (mm)                                                                                  | 13.2                                                   | 8.6                                                    | 10.4                                                   | 22.9                                                   | 79.1                                                   | 169.8                                                  | 238.2                                                  | 223.3                                                  | 152.2                                                  | 142.7                                                  | 93.5                                                   | 48.8                                                   | 1207.7                                                 |
| Días de lluvias (≥ 1.0 mm)                                                                    | 1.0                                                    | 1.0                                                    | 1.0                                                    | 2.0                                                    | 6.0                                                    | 13.0                                                   | 17.0                                                   | 17.0                                                   | 12.0                                                   | 11.0                                                   | 9.0                                                    | 5.0                                                    | 95.0                                                   |
| Horas de sol                                                                                  | 288.3                                                  | 274.4                                                  | 297.6                                                  | 261.0                                                  | 254.2                                                  | 213.0                                                  | 232.5                                                  | 235.6                                                  | 243.0                                                  | 263.5                                                  | 255.0                                                  | 269.7                                                  | 3087.8                                                 |
| Humedad relativa (%)                                                                          | 72.0                                                   | 71.0                                                   | 70.5                                                   | 72.0                                                   | 72.5                                                   | 75.0                                                   | 76.0                                                   | 76.0                                                   | 74.5                                                   | 74.5                                                   | 75.0                                                   | 73.0                                                   | 73.5                                                   |
| Fuente n.º 1: Instituto Nacional de Meteorología e Hidrología (INAMEH)                        |                                                        |                                                        |                                                        |                                                        |                                                        |                                                        |                                                        |                                                        |                                                        |                                                        |                                                        |                                                        |                                                        |
| Fuente n.º 2: NOAA (temperaturas máximas y mínimas absolutas, precipitaciones y brillo solar) |                                                        |                                                        |                                                        |                                                        |                                                        |                                                        |                                                        |                                                        |                                                        |                                                        |                                                        |                                                        |                                                        |

## Educación

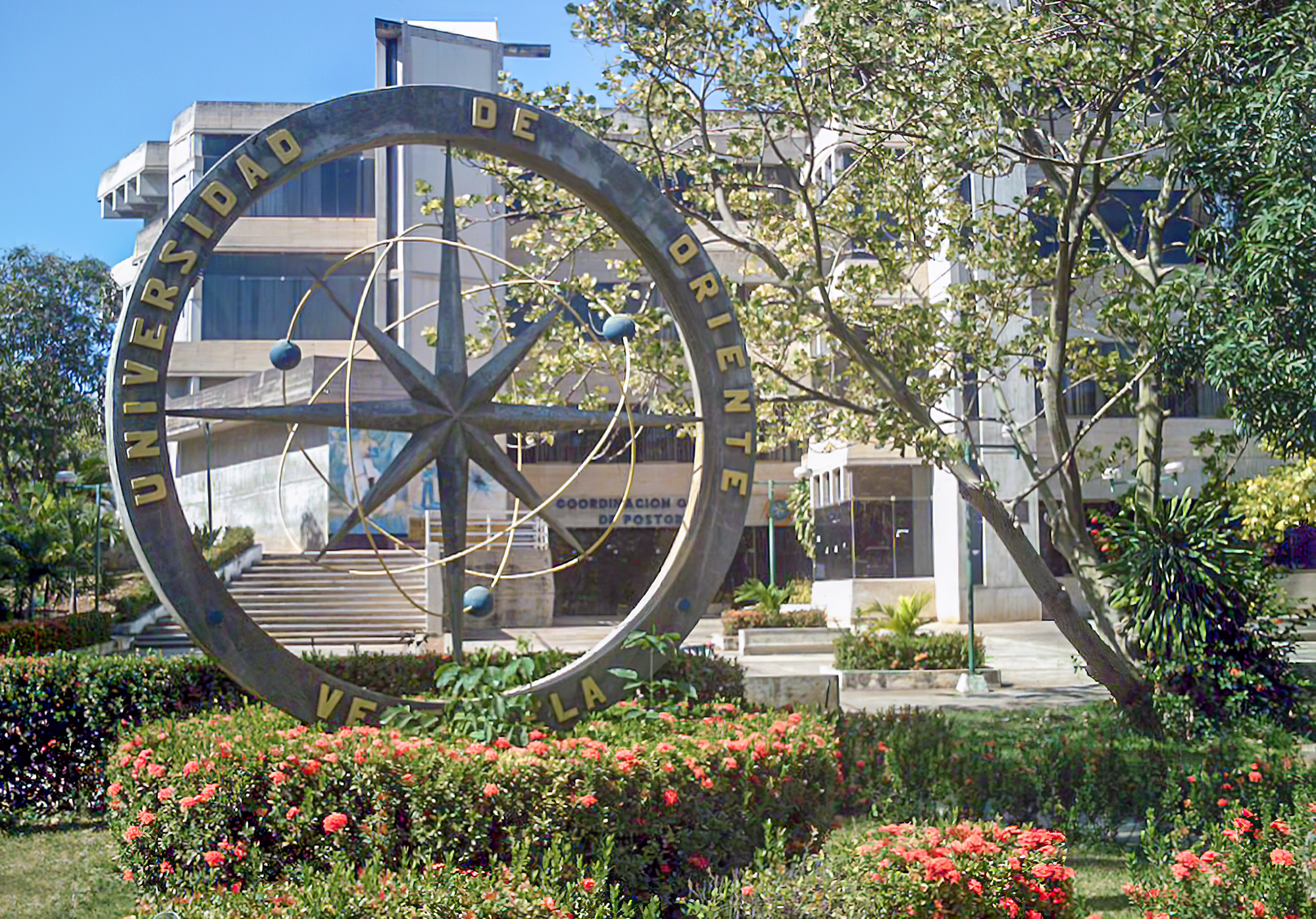
Jardines de la Universidad de Oriente núcleo Anzoategui

La ciudad es sede de numerosas instituciones educativas entre las que destacan las siguientes:
- Universidad de Oriente - Núcleo Anzoátegui, UDO, esta es la principal casa de estudios de la zona y una de las más reconocidas a nivel nacional, se ubica en la Avenida Argimiro Gabaldón, a la altura del sector Pozuelos.
- Universidad Nacional del Turismo - (Sede Principal)
- Instituto Universitario de Tecnología "General Pedro María Freites"
- Universidad Central de Venezuela, UCV - (Centro Regional Barcelona), una de las más populares, se ubica en la Avenida Centurión de Nueva Barcelona.
- Universidad Nacional Experimental Simón Rodríguez, UNESR, una de las más reconcidas, se ubica en la Avenida Caracas, diagonal a la Plaza La Raza y actualmente está en construcción una nueva sede en la Avenida Costanera.
- Universidad Nacional Abierta, UNA
- Universidad Gran Mariscal de Ayacucho, UGMA - (Sede Principal)
- Universidad Santa María, USM - (Núcleo Oriente)
- Instituto Universitario Politécnico Santiago Mariño, IUPSM - (Sede Principal)

## Patrimonio
- Catedral de San Cristóbal de Barcelona : La Iglesia de San Cristóbal se empezó a construir en 1748, pero debido a un terremoto que la dejó casi destruida, no fue sino hasta 1773 que se pudo terminar este templo.

La característica quizás más importante de esta iglesia es que en ella se venera la Milagrosa imagen de Nuestra Señora del Socorro de Barcelona la histórica "Virgen del Totumo", la primera imagen religiosa que llega a esa región, en la entonces ciudad de San Cristóbal de la Nueva Écija de los cumanagotos, a principios del XVI o finales del XVI; representando, así, la primera tradición cultural-religiosa de la comunidad Barcelonesa. Además, bajo el altar mayor del templo se enterró un relicario con un hueso de cada uno de los siete santos: San Severino, San Eustaquio, San Facundo, San Pedro Alcántara, San Pacífico, San Anastasio y San Pascual Bailón.

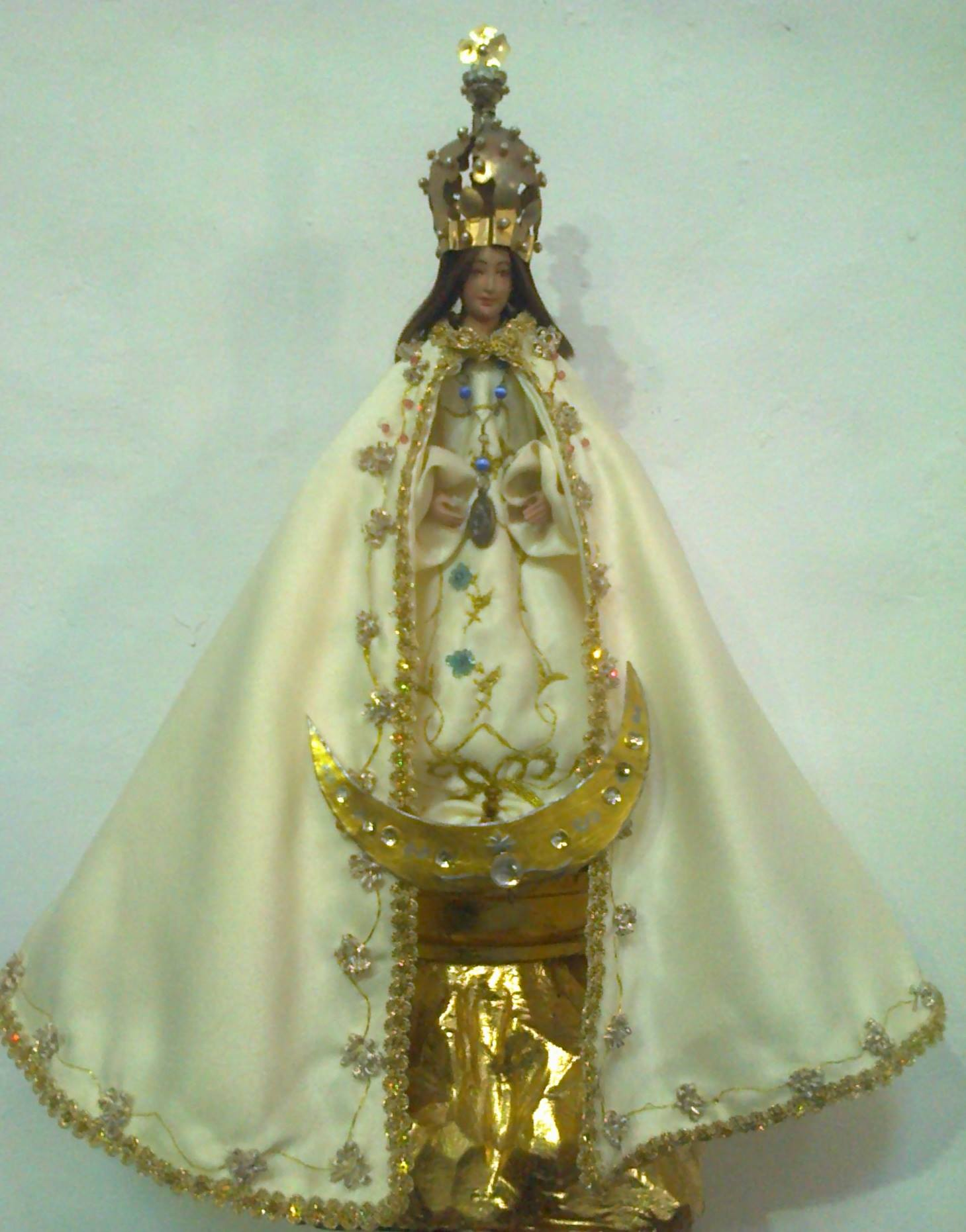
La Bienaventurada Virgen María, Nuestra Señora del Socorro de Barcelona, “La Virgen del Totumo”

Posteriormente en 1777, el Obispo de Puerto Rico, Manuel Jiménez Pérez, le trajo a la iglesia desde Roma los restos de San Celestino . Sus restos fueron colocados en un relicario barroco y ubicados en una pequeña capilla en el ala izquierda de la iglesia.
El mártir San Celestino ha sido venerado desde entonces por los habitantes de Barcelona y el 8 de diciembre de 1777, llegó una Disposición Pontificia por la cual se reconocía al Mártir como el Patrono de la ciudad. Su fiesta se celebra actualmente el 15 de mayo.
- Fortín de la Magdalena (también conocido como Fortín de Doña Magdalena) es una edificación militar y un lugar turístico ubicado en Lecheria, Área metropolitana de Gran Barcelona. Fue construida por la Corona Española a mediados del año de 1799 para defender el Río Neverí y el oro blanco es decir la sal, de los piratas y es considerado un lugar místico en el oriente, fue escenario de muchas batallas del XVIII.

- Casa de la Cultura: Es una casa colonial restaurada que fue donada a la ciudad de Barcelona por la familia Otero Silva. En el segundo piso de la casa hay una amplia exhibición permanente de obras de pintores representativos modernos de Venezuela, la cual es propiedad de dicha familia.
- Basílica del Cristo de José: En la carretera Nacional de la Costa, entre Barcelona y Puerto Píritu, se encuentra ubicada la Basílica del Cristo de José, también conocida como "El Cristo de los Viajeros", donde diariamente acuden los feligreses que están de viaje para encomendarse a Él para que los proteja en su travesía. Esta Basílica fue construida por Mariano Adrián de la Rosa, con patrimonio personal, en agradecimiento a los favores recibidos.
- Casa Fuerte de Barcelona: Esta edificación fue un antiguo convento franciscano que se transformó en fortaleza por la iniciativa del General Pedro María Freites y Santiago Mariño.

La Casa Fuerte sirvió de refugio al pueblo de esta zona ante la invasión del realista Aldana en 1817.
Las ruinas de esta edificación fueron consideradas como un recordatorio de la masacre del 7 de abril de 1817, donde ancianos, mujeres y niños fueron asesinados por las fuerzas realistas.

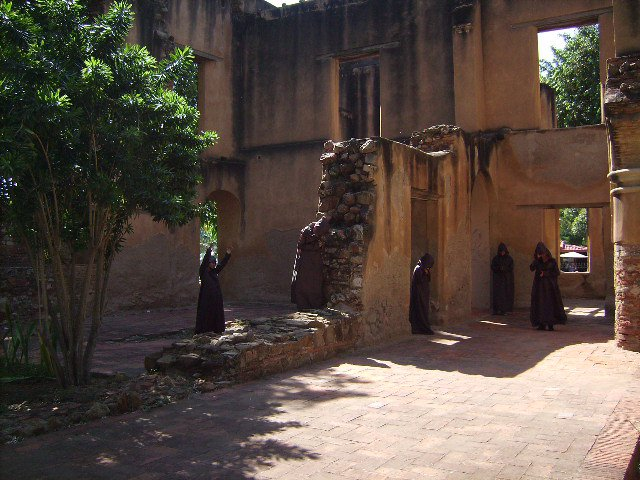
Casa Fuerte de Barcelona

- Plaza Boyacá : Desde 1897, en la cuadra central de la ciudad se encuentra la Plaza Boyacá en honor a la más importante de las batallas liderada por Simón Bolívar y que llevó a la independencia del Virreinato de la Nueva Granada (actual Colombia).

Esta plaza fue la mayor de la Barcelona Colonial y es poco lo que ha cambiado después de su construcción en 1671. La Casa de Gobierno y la Iglesia de San Cristóbal todavía están una frente a la otra, a ambos lados de la plaza.
- Plaza Bolívar: Construida en 1930 es un punto de referencia para la ciudad, tiene una estatua ecuestre réplica del Libertador realizada por Francisco Pigua. Un detalle a resaltar de esta obra es que el Libertador tiene levantado su brazo derecho y con espada en mano, señala la estatua de Eulalia Buroz, ubicada en la Casa Fuerte. La plaza es de amplias dimensiones con jardines y árboles.
- Plaza Miranda : Es una de las principales plazas de la ciudad, tiene una estatua del precursor y es un punto de referencia local. Se ubica entre las Avenidas Miranda y 5 de julio.
- Teatro Cajigal: Es una edificación del XIX, construida en el estilo Neoclásico frente a la Plaza Rolando. Este teatro es pequeño y encantador, tiene una capacidad para 300 personas. Aquí se presentan diversas obras teatrales y conciertos.
- Museo de Anzoátegui o el Museo de la Tradición: Construido en 1671, El Museo de la Tradición es una de las casas más antiguas que tiene la ciudad de Barcelona. Gracias a una restauración, esta casa luce exactamente a la época colonial venezolana, cuando la casa fue construida.

En el pasado esta casa tenía acceso al río Neverí, que servía de atracadero para los botes que llegaban de las islas vecinas. El Museo de la Tradición consta de más de 400 artículos, entre los que destacan la artesanía indígena, obras de escultura y arte religioso colonial español que datan del XIII, así como también distintos objetos históricos de la ciudad de Barcelona. Está ubicado frente a la plaza Boyacá.

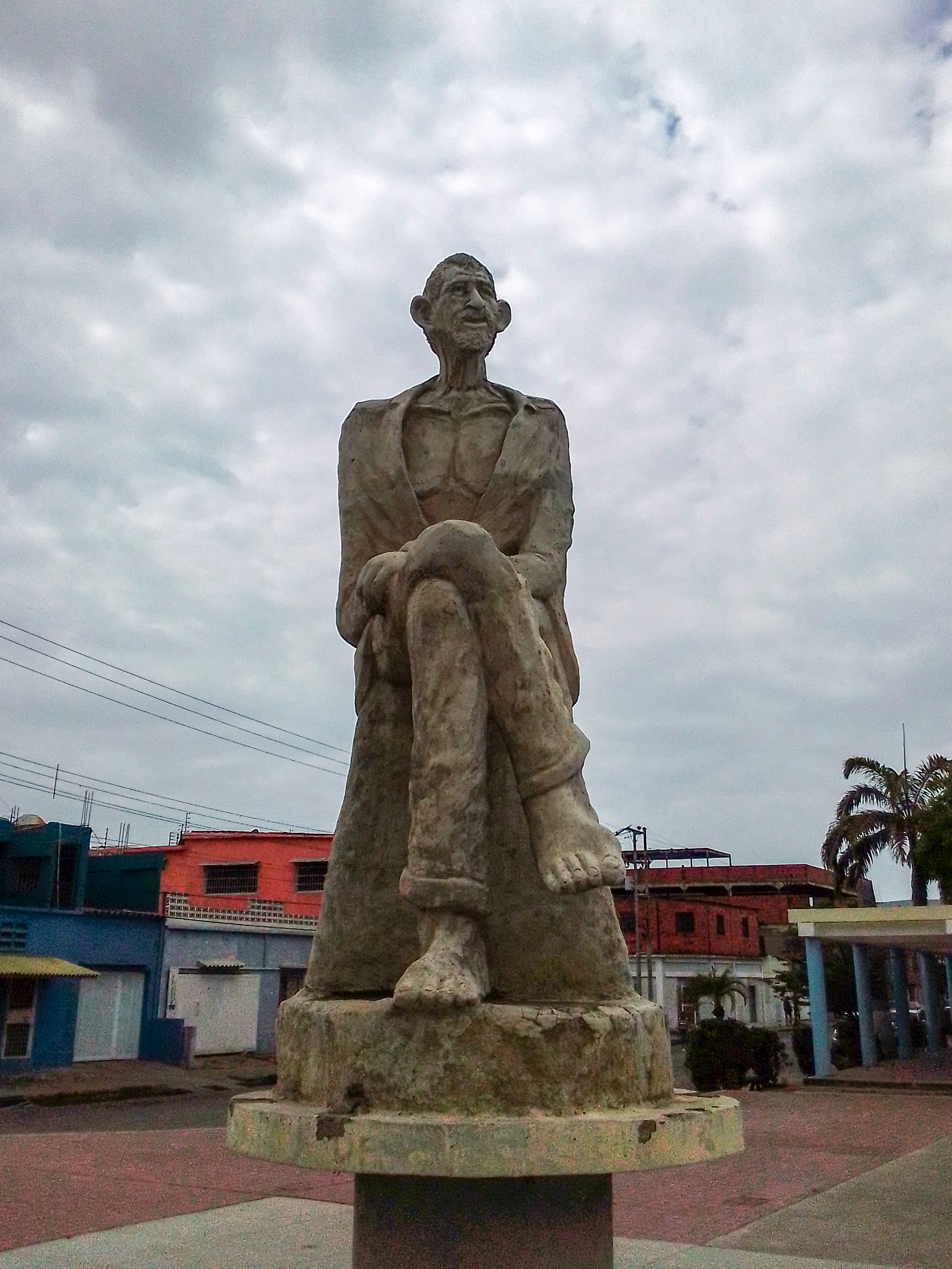
Estatua Jesús "Bombón" Reyes del escultor Claes Mata ubicada en la plaza Bombón.

- Estatua Jesús "Bombón" Reyes del escultor Claes Mata ubicada en la plaza Bombón.[15]Puente Real de los Españoles: Es un Puente Colonial que se localiza en la Urb. Nueva Barcelona, de estilo arqueado hecho de piedra.
- Antigua Aduana: El rincón de la Aduana no es más que los vestigios de lo que fue una de las casas aduaneras más importantes de toda Venezuela de la época colonial. Este lugar histórico de Barcelona fue por más de dos siglos, 1700 a 1900, un puerto de gran actividad comercial entre los llanos y el resto de Venezuela.

Actualmente sólo quedan los recuerdos de la intensa actividad portuaria que tuvo Barcelona en aquella época y que ahora sólo son extensos manglares que ocupan todo el lugar de lo que una vez fue una de las casas aduaneras más importantes del país.
- Ruinas de San Felipe Neri: La Iglesia de San Felipe Neri fue fundada por una sociedad religiosa en 1564 para desarrollar el oratorio como forma musical y para cantar los reconocidos oratorios del XVIII.

El terremoto de 1812 destruyó la iglesia, pero poco después se construyó una gruta a la Virgen, conocida como Gruta de San Felipe y sólo quedaron lo que hoy se conoce como las Ruinas de San Felipe Neri.
- La Ermita de Nuestra Señora del Carmen: La Ermita es un templo cuyas líneas Neoclásicas y reliquias religiosas la convierten en una de las más estimadas tacitas de plata de oriente.

Los orígenes de esta iglesia oriental se remontan a finales del XVIII cuando un grupo cristiano de barceloneses fundaron la Cofradía de Nuestra Señora del Carmen. La finalidad de dichos devotos del Carmen fue dedicarse a la tarea de expandir la fe de la Virgen María y buscar las limosnas para construirle una Ermita que fue posteriormente levantada, poco a poco, en un terreno que donó Felipa Chirinos.
La Ermita de Nuestra Señora del Carmen tuvo muchos contratiempos durante su construcción. Los efectos de la guerra de la independencia, los conflictos entre conservadores y liberales, la guerra federal y las continuas revoluciones del XIX ocasionaron que la cofradía no tuviera el dinero suficiente para culminar rápidamente el templo que fue paralizado en varias ocasiones.

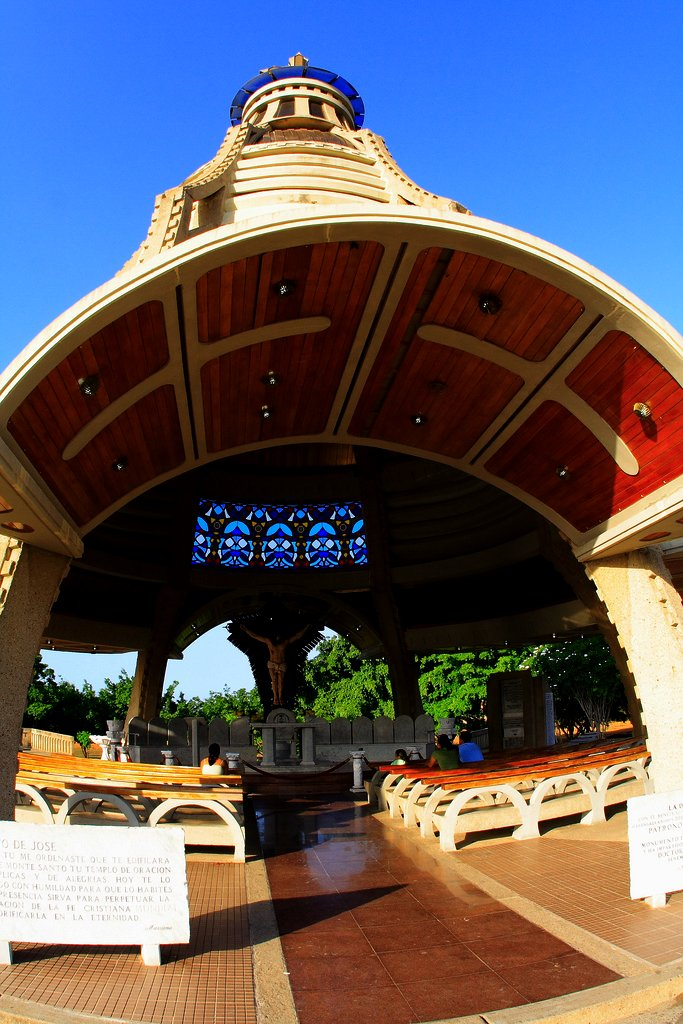
Entrada a la Basílica de San José.

Luego de casi dos siglos de trabajos de construcción la Ermita de Nuestra Señora del Carmen fue inaugurada oficialmente en 1896. El gobernador de Gran Estado de Bermúdez (actuales Estados Anzoátegui, Sucre y Monagas), General Nicolás Rolando, contrató al arquitecto Ramón Irigoyen para culminar la obra. Anteriormente el obispo de la Diócesis de Guayana y máxima autoridad eclesiástica de Oriente, Monseñor Manuel Felipe Rodríguez permitió que el presbítero Federico Mendoza oficiara la primera misa de la ermita, el 31 de julio de 1887; pero aún faltaban concluir parte de la fachada principal de líneas neoclásica, las dos torres, la instalación del fino piso de mármol negro y blanco traído de la famosa cantera italiana de Carrara y finalmente los valiosos vitrales igualmente de origen italiano, que son de los más llamativos de Venezuela.
- Puente Bolívar: Es el primer puente que se construyó sobre el Río Neverí, ofrece una vista de la ciudad y del río en su totalidad comunica las avenidas Cajigal y Fuerzas Armadas. Cabe destacar que este puente fue realizado por la misma constructora que construyó la Torre Eiffel en Francia.
- Aguas Termales de Naricual: Este paraje turístico se encuentra ubicado en el kilómetro 12 de la carretera Barcelona–San Mateo. Son cercanas al pueblo del mismo nombre, en el municipio Bolívar, al sureste de Barcelona. Las aguas tienen un alto contenido de hierro y soda, su coloración es blanquecina debido a las grandes porciones de limo en suspensión. La temperatura oscila entre los 40 y 50 °C.

En este hermoso lugar, las aguas provienen de una roca y forman un pozo de 15 metros de diámetro.
- Río Neverí: Nace al noroeste del Caserío Las Culatas en el estado Sucre y se forma al norte del Cerro Tristeza (Parroquia Libertador del Municipio Pedro María Freites, que está a una altitud de 2580 metros sobre el nivel del mar en la Serranía de Turimiquire), "en la fila del Macizo Oriental, a unos 2600 metros de altitud".

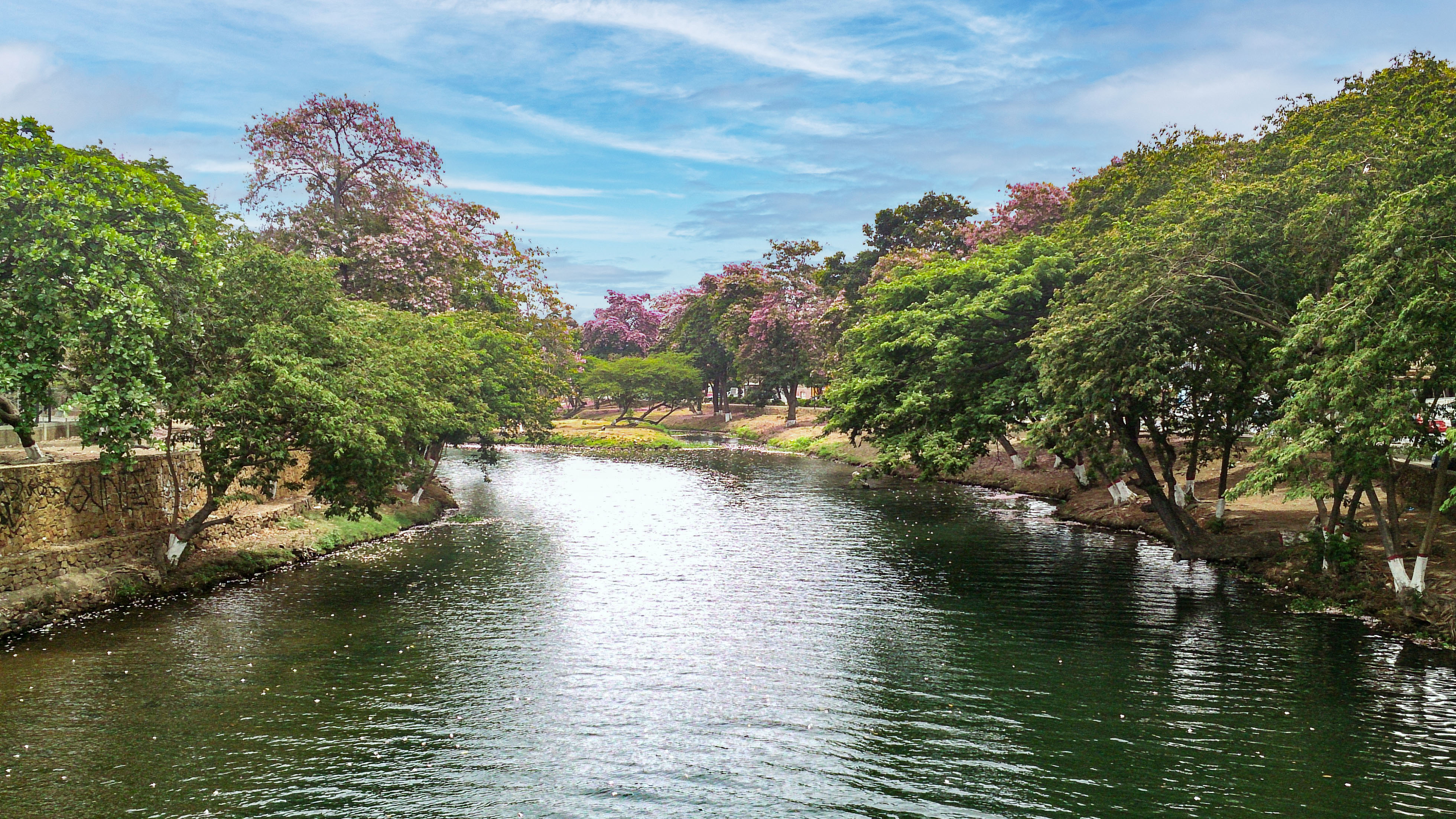
Río Neverí de Barcelona

Su curso: Toma rumbo al oeste que desde la altura lo conduce a las poblaciones El Rincón, San Diego y Aragüita, desde allí se define su parte baja. A partir de Macuaral recibe aguas del Río Naricual y El Viejo y de las quebradas Los Aguacates, Del Alambique, Coricual, El Chamo, Chuponal, Higuerote, La Palma, Pekín, Peña Blanca, Provisor, Seca, El Tigre, Samán , La Colina, Vidoño, Razetti, Universitario, Fundación Mendoza, UDO, El Maguey, Colorado, Pozuelos, La Fundación, Terrazas de Pozuelos, Boyacá, Tronconal, Los Montones, etc.
Desemboca en el Mar Caribe, en las coordenadas geográficas 10° 10' 30" de latitud Norte y 64° 43' 30" de longitud Oeste. Su recorrido aproximado es de 103 kilómetros.

## Organización parroquial
| Parroquia         | Superficie | Población    | Densidad         |
| ----------------- | ---------- | ------------ | ---------------- |
| Bergantín         | 418 km²    | 4 635 hab.   | 35,01 hab./km²   |
| Caigua            | 247 km²    | 7 276 hab.   | 61,84 hab./km²   |
| El Carmen         | 129 km²    | 245 254 hab. | 1849,25 hab./km² |
| El Pilar          | 417 km²    | 3 083 hab.   | 31,37 hab./km²   |
| Naricual          | 381 km²    | 24.304 hab.  | 76,91 hab./km²   |
| San Cristóbal     | 114 km²    | 266 570 hab. | 1812,01 hab./km² |
| Municipio Bolívar | 1706 km²   | 550 122 hab. | 303,29 hab./km²  |

## Transporte

### Sistema de transporte público

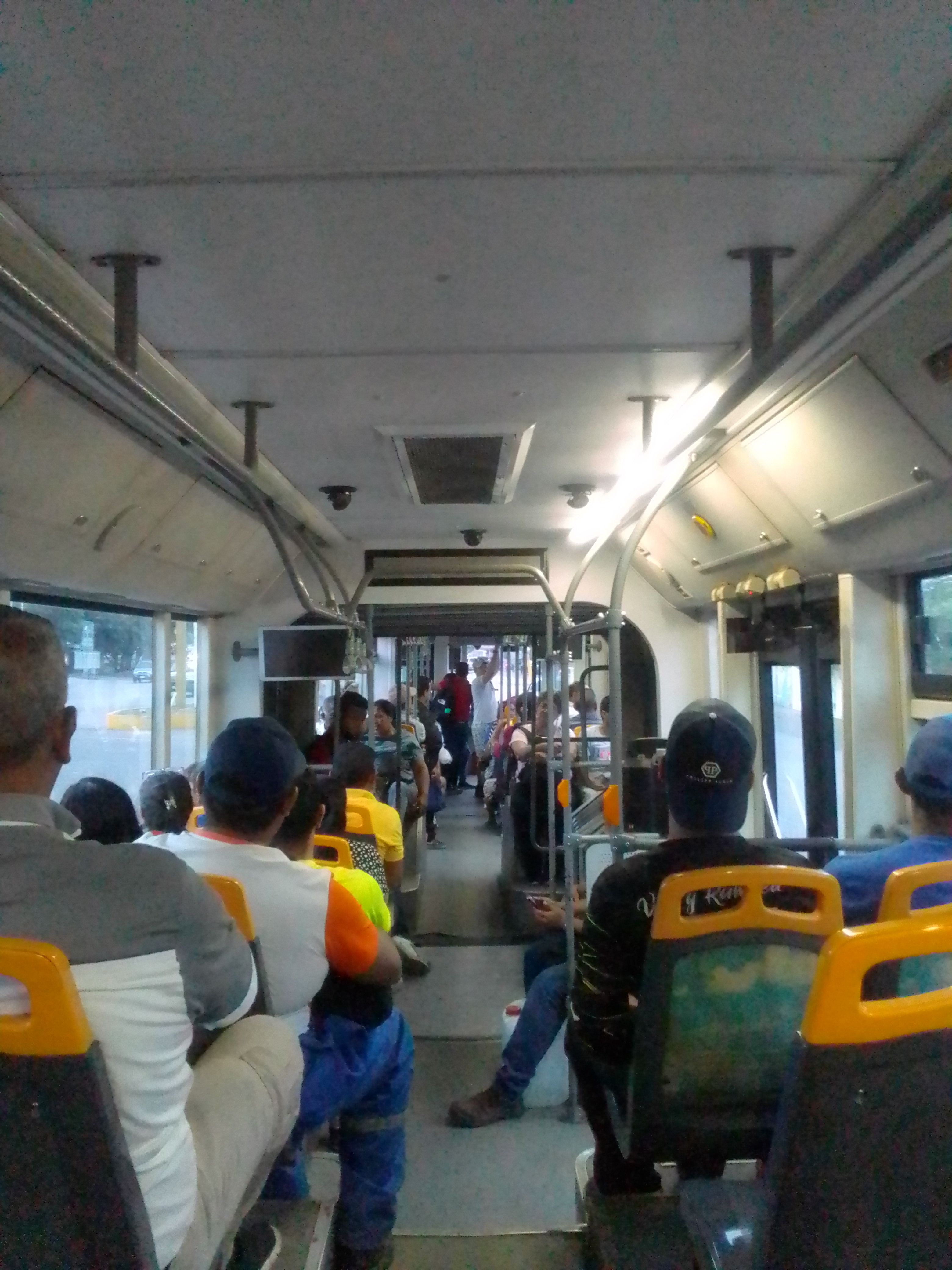
Interior de unidad de TransAnzoátegui

En marzo del 2014 se anunció la creación de este sistema de transporte bajo el nombre TransAnzoátegui comenzado su construcción a finales de ese año, en mayo del 2015 se inaugurará la Línea 1 Guaraguao-Molorca, en septiembre se espera concretar todo el sistema de transporte y tendrá un recorrido de 33 kilómetros y 52 paradas. Fue puesto en servicio en octubre de ese año con 2 líneas. Para 2016 se creó la tercera línea y en 2017 se creó la última y se inauguran 5 rutas alimentadoras.

### Modos de acceso a la ciudad
• Vía Terrestre: 
Desde Caracas se puede llegar a través de la Autopista de Oriente, desde el sur del estado por la Autopista Central de Anzoátegui, y desde el resto del oriente del país por la carretera nacional Puerto La Cruz-Cumaná.
• Vía aérea: 
En Barcelona queda el Aeropuerto Internacional de Oriente, Aeropuerto Internacional General José Antonio Anzoátegui, este es el aeropuerto de mayor importancia en la región, se ubica en la Avenida Aeropuerto y data de los años 70.

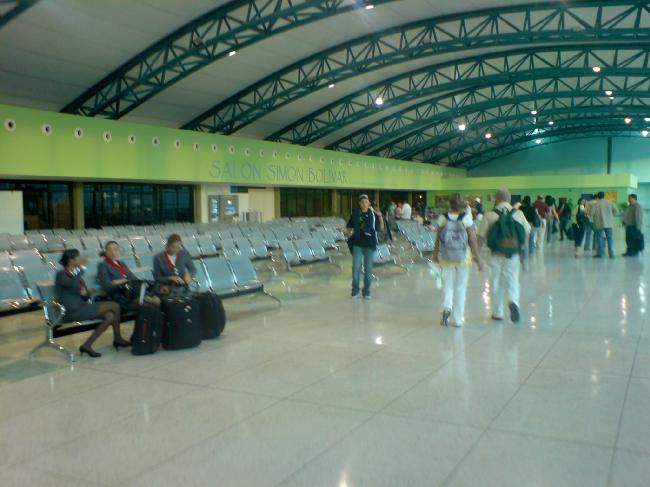
Terminal del Aeropuerto Internacional General José Antonio Anzoátegui

### Características técnicas del aeropuerto
• Plataforma internacional:
Área: 150 m x 300 m = 45,000 metros cuadrados
Capacidad:
- 2 Aeronaves de cuerpo ancho
- 3 Aeronaves regulares
- 3 Tomas de combustible Jet-A1.
• Plataforma general:
Área: 180 m x 90 m
- 12 Hangares de estructura metálica
- Servicios Ejecutivos (FBO)
- 22 posiciones abiertas.
Pista 15-33:
Longitud: 3000 m lineales por 40 de ancho.
Franjas de Seguridad: 50 m.
Pista 02-20:
- 2500 m lineales por 40 m de ancho.
Utilizada para operaciones diurnas con aeronaves de hasta 5000 lbs.

### Vía marítima
A través del terminal de ferris de Puerto La Cruz, el cual es el más usado por toda la población, se ubica en la Avenida Paseo Colón y también por el Puerto de Guanta, usado principalmente para el comercio, se ubica al final de la calle principal de Guanta

## Alcaldes y alcaldesas
| Período     | Alcalde               | Partido político / Alianza | % de votos | Notas |
| ----------- | --------------------- | -------------------------- | ---------- | --- |
| 1989 - 1992 | Dennis Balza Ron      | AD                         | -          | Primer alcalde bajo elecciones directas |
| 1992 - 1994 | Dennis Balza Ron      | AD                         | -          | Reelecto ( No culminó su periodo como alcalde. Renunció para postularse como candidato a la gobernación tras la destitución del gobernador Ovidio González en el año 1994)           |
| 1994 - 1995 | José Gregorio Salazar | AD                         | -          | Segundo alcalde Bajo elecciones directas (Se realizaron elecciones adelantadas tras la Renuncia de alcalde anterior para postularse a la gobernación del estado Anzoátegui)          |
| 1995 - 1998 | José Gregorio Salazar | AD                         | -          | Reelecto |
| 1998 - 2000 | Freddy Fuentes        | AD                         | -          | (Alcalde encargado tras la renuncia del alcalde José Gregorio Salazar) (se realizaron elecciones generales adelantadas en el 2000 debido a la aprobación de la Constitución de 1999) |
| 2000 - 2004 | José Pérez            | MVR                        | 38,32      | Tercer alcalde bajo elecciones directas (se realizaron elecciones generales adelantadas en el 2000 debido a la aprobación de la Constitución de 1999)                                |
| 2004 - 2008 | José Pérez            | MVR                        | 53,11      | Reelecto |
| 2008 - 2013 | Inés Sifontes         | PSUV                       | 46,69      | Cuarta alcalde bajo elecciones directas (se postergan 1 año las elecciones municipales pautadas para finales del 2012)                                                               |
| 2013 - 2017 | Guillermo Martínez    | PSUV                       | 52,65      | Quinto alcalde bajo elecciones directas |
| 2017 - 2020 | Luis José Marcano     | PSUV                       | 59,05      | Sexto alcalde bajo elecciones directas. Renunció a su cargo el 03/09/2020 para postularse como candidato a las Elecciones Parlamentarias                                             |
| 2020 - 2021 | Yohana Pérez          | PSUV                       | -          | Alcaldesa designada tras la renuncia de Luis José Marcano, destituida el 2021 por el Ministerio Público.                                                                             |

Notas: Anyer Henríquez Medina es la actual alcaldesa por la destitución de Johana Pérez.

## Premios internacionales
En 2018 obtuvo el premio de Capital Americana de la Cultura, El estado Anzoátegui y Barcelona como su capital.

## Deportes

### Baloncesto
La ciudad también es la sede del equipo profesional de baloncesto Marinos de Anzoátegui (antes Marinos de Oriente) 11 veces campeón de la Liga Profesional de Baloncesto de Venezuela y cuenta con un equipo nuevo "Gladeadores de Anzoátegui" desde el 2019, que juega en el Polideportivo Simón Bolívar (antiguo Polideportivo Luis Ramos) conocida como La Caldera del Diablo que tiene una capacidad para 5500 espectadores.

### Fútbol
La ciudad cuenta con el Estadio José Antonio Anzoátegui con capacidad para 40,000 aficionados, sede de la Copa América 2007 donde se disputaron partidos en que jugaron los equipos de Brasil, México, Chile y Ecuador. También fue sede del Campeonato Sudamericano Sub-20 de 2009, donde Venezuela se clasifica para su primer mundial de fútbol en este mismo estadio. Este estadio además es sede del equipo de fútbol del estado: Deportivo Anzoátegui el cual su primer equipo participa en la Primera División de Venezuela.

## Ciudades hermanas
- Cartagena de Indias, Colombia.
- Lechería, Venezuela
- Puerto La Cruz, Venezuela
- Barcelona, España